# Eucamptodon
Eucamptodon là một chi rêu trong họ Dicnemonaceae.